# Sungri-58
Sungri-58 (en coreano: 승리 58호, literalmente: "Victoria núm. 58") es en vehículo de transporte construido por la empresa Sungri Motors en Corea del Norte.

## Historia
El Sungri-58 fue el primer camión que fabricó la empresa norcoreana Sungri Motors, la más antigua fábrica de coches del país, establecida en 1950 y especializada en vehículos de uso civil, cuya producción en serie empezó a desarrollarse a partir de 1958 con el soporte de la antigua Checoslovaquia en la fábrica de la localidad Tokchon, ubicada en la provincia de Pyongan del Sur y bajo las políticas de crecimiento de la industria de Kim Il-sung para reducir la dependencia del exterior, dentro de un marco político marcado por las sanciones internacionales. El entonces líder norcoreano, le gustó de tal manera que calificó el Sungri-58 como "el mas útil para las zonas rurales", queriendo a la vez, que se aumentara la producción de dicho modelo en detrimento del Chojun. La fabricación de este modelo duró hasta 1979.

## Características
A nivel de diseño, y como es habitual en buena parte de los vehículos de fabricación norcoreana, está basado en un exitoso modelo creado por otra compañía, en este caso, cogiendo las características del popular vehículo soviético GAZ-51, construido por la empresa Gorkovsky Avtomobilny Zavod (GAZ) cuya tirada empezó antes de la Segunda Guerra Mundial.
Algunos puntos de su éxito fueron el bajo coste de construcción y el bajo consumo de combustible de su motor diésel. Tiene un sistema de tracción trasera de 4 ruedas y 2 de dirección. El modelo, que alcanzó una notable cuota de popularidad, tuvo varias modificaciones, como con la caja de transporte cerrada.
En la década de 1970, a fábrica realizó una variación del mismo, conocido como Sungri-58KA con algunos cambios entre los cuales destaca la tracción en las cuatro ruedas.